# Hampton Open
L'Hampton Open conosciuto anche come Coliseum Mall International è stato un torneo di tennis. Ha fatto parte dello USLTA Indoor Circuit dal 1970 al 1971 e dal 1973 al 1976, del Grand Prix nel 1972 e nel 1977. Era giocato ad Hampton (Virginia) negli Stati Uniti sul sintetico indoor.

## Albo d'oro

### Singolare
| Anno | Vincitore     | Finalista      | Punteggio               |
| ---- | ------------- | -------------- | ----------------------- |
| 1970 | Stan Smith    | Thomaz Koch    | 6–3, 6–2, 7–5           |
| 1971 | Ilie Năstase  | Clark Graebner | 7–5, 6–4, 7–6           |
| 1972 | Stan Smith    | Ilie Năstase   | 6–3, 6–2, 6–7, 6–4      |
| 1973 | Jimmy Connors | Ilie Năstase   | 4–6, 6–3, 7–5, 6–3      |
| 1974 | Jimmy Connors | Ilie Năstase   | 6–4, 6–4                |
| 1975 | Jimmy Connors | Jan Kodeš      | 3–6, 6–3, 6–0           |
| 1976 | Jimmy Connors | Ilie Năstase   | 6–2, 6–2, 6–2           |
| 1977 | Sandy Mayer   | Stan Smith     | 4–6, 6–3, 6–2, 1–6, 6–3 |

### Doppio
| Anno | Vincitori                      | Finalisti                    | Punteggio       |
| ---- | ------------------------------ | ---------------------------- | --------------- |
| 1970 | Arthur Ashe Stan Smith         | Ilie Năstase Ion Țiriac      | 15–13, 6–3      |
| 1971 | Ilie Năstase Ion Țiriac        | Clark Graebner Thomaz Koch   | 6–4, 4–6, 7–5   |
| 1972 | Ilie Năstase Ion Țiriac        | Andrés Gimeno Manuel Orantes | 6–4, 7–6        |
| 1973 | Clark Graebner Ilie Năstase    | Jimmy Connors Ion Țiriac     | 6–2, 6–1        |
| 1974 | Željko Franulović Nikola Pilić | Pat Cramer Mike Estep        | 6–3, 1–2 ritiro |
| 1975 | Ian Crookenden Ian Fletcher    | Karl Meiler Jan Písecký      | 6–2, 6–7, 6–4   |
| 1976 | Non disputato                  | Non disputato                | Non disputato   |
| 1977 | Sandy Mayer Stan Smith         | Paul Kronk Cliff Letcher     | 6–4, 6–3        |